# Grauers rupsvogel
Grauers rupsvogel (Ceblepyris graueri synoniem: Coracina graueri) is een vogel uit de familie van de rupsvogels. Het is een endemische vogel in berggebieden in het oosten van Congo-Kinshasa. Deze vogel is genoemd naar zijn ontdekker, de Oostenrijkse ontdekkingsreiziger en zoöloog Rudolf Grauer (1870-1927). 

## Verspreiding en leefgebied
Grauers rupsvogel is nauw verwant aan de blauwe rupsvogel. Grauers rupsvogel heeft een klein verspreidingsgebied waar hij zeer plaatselijk voorkomt in montane tropische bossen tussen de 1.150 en 1.900 m in het oosten van Congo-Kinshasa bij het Albertmeer en het Edwardmeer en sinds de eeuwwisseling zijn er ook een paar waarnemingen in Oeganda.

## Status
De grootte van de populatie is in 2020 geschat op 10.000-20.000 volwassen vogels. Aangenomen wordt dat de aantallen achteruitgaan door illegale houtkap en zwerflandbouw. De mate van achteruitgang lijkt nog wel beperkt en daarom staat deze rupsvogel als niet bedreigd (voor uitsterven) op de Rode Lijst van de IUCN.